# Melvin E. Thompson
Melvin Ernest Thompson Sr. (Millen, 1º maggio 1903 – Valdosta, 3 ottobre 1980) è stato un politico statunitense.

## Biografia
Melvin E. Thompson era un dirigente scolastico impiegato ad Hawkinsville, che nel 1937 entrò a far parte dell'amministrazione georgiana per disposizione del governatore Eurith D. Rivers. Di tendenze progressiste, si schierò con Ellis Arnall nell'opposizione a Eugene Talmadge, causandone la sconfitta nelle elezioni del 1942.
Thompson e Arnall tuttavia entrarono infine in contrasto, poiché il governatore non lo appoggiò nella sua candidatura a vicegovernatore della Georgia nel 1946. Thompson corse allora da solo, riuscendo ad ottenere l'incarico con poco meno del 30% delle preferenze. La spaccatura tra Arnall e Thompson fu cruciale nello scoppio della crisi dei tre governatori: alle stesse elezioni del 1946 Eugene Talmadge era riuscito a trionfare e si apprestava a giurare di nuovo come governatore della Georgia, ma morì due settimane prima di poterlo fare. Arnall, Thompson ed Herman Talmadge reclamarono così la posizione, paralizzando la Georgia per i mesi successivi fino a che un pronunciamento della Corte Suprema statale concesse la vittoria allo stesso Thompson, indicendo tuttavia un'elezione speciale per il 1948 affinché la faccenda si risolvesse tramite votazione popolare.
Durante il suo mandato Thompson dovette affrontare il muro dell'Assemblea georgiana, totalmente schierata a favore del rivale Herman Talmadge, riuscendo comunque ad aumentare gli stipendi di varie categorie di lavoratori (segnatamente gli insegnanti). Nel 1948 perse le elezioni contro Talmadge, e negli anni successivi ogni sua ricandidatura venne bocciata dagli elettori. Ritiratosi infine a Valdosta, vi morì nel 1980.